# Charis myrtea
Charis myrtea är en fjärilsart som beskrevs av Frederick DuCane Godman och Osbert Salvin 1886. Charis myrtea ingår i släktet Charis och familjen Riodinidae. Inga underarter finns listade i Catalogue of Life.